# 엘프어 (가운데땅)
엘프어 (Elvish languages of Middle-earth)는 J. R. R. 톨킨이 만든 인공 언어이다. 시대에 따라 꿰냐, 신다린으로 구분한다. 이 언어의 변천사는 실마릴리온에 기록되어 있다.

## 같이 보기
- 실마릴리온
- 반지의 제왕
- 꿰냐
- 신다린